# Ordem de Independência e Liberdade
A Ordem da Independência e Liberdade (chinês simplificado: 独立自由勋章, pinyin: Dúlì Zìyóu Xūnzhāng) foi uma premiação militar da República Popular da China. Foi criada em 1955, para dar reconhecimento aos homens que se distinguiram "visivelmente por bravura e intrepidez" no combate com um inimigo da China na Segunda Guerra Sino-Japonesa. Existem três graus da premiação: Medalha de Primeira Classe, Medalha de Segunda Classe e Medalha de Terceira Classe.

## Padrão

### Barreta

1ª Classe
2ª Classe
3ª Classe

## Condecorados notáveis
- Marechais: Zhu De, Peng Dehuai, Lin Biao, Liu Bocheng, He Long, Chen Yi, Luo Ronghuan, Xu Xiangqian, Nie Rongzhen, Ye Jianying.
- Generais Sêniores: Su Yu, Xu Haidong, Huang Kecheng, Chen Geng, Tan Zheng, Xiao Jinguang, Zhang Yunyi, Luo Ruiqing Wang Shusheng, Xu Guangda.
- Generais : Song Renqiong, Xiao Ke, Xu Shiyou, Li Kenong, Huang Yongsheng, etc.
- Tenentes-Generais : Ding Qiusheng, Wang Jinshan, Wang Enmao, etc.
- Majores-Generais : Han Dongshan, Sun Chaoqun, Yuan Kefu, etc.